# OHL Goaltender of the Year
Az OHL Goaltender of the Year egy díj, melyet az Ontario Hockey League-ben szereplő legjobb kapusnak ítélnek oda. A díjat az edzők és a GM-ek szavazzák meg.

## A díjazottak
| Év        | Játékos           | Csapat                           |
| --------- | ----------------- | -------------------------------- |
| 2014–2015 | Lucas Peressini   | Kingston Frontenacs              |
| 2013–2014 | Alex Nedeljkovic  | Plymouth Whalers                 |
| 2012–2013 | Jordan Binnington | Owen Sound Attack                |
| 2011–2012 | Michael Houser    | London Knights                   |
| 2010–2011 | Mark Visentin     | Niagara IceDogs                  |
| 2009–2010 | Chris Carrozzi    | Mississauga St. Michael's Majors |
| 2008–2009 | Mike Murphy       | Belleville Bulls                 |
| 2007–2008 | Mike Murphy       | Belleville Bulls                 |
| 2006–2007 | Steve Mason       | London Knights                   |
| 2005–2006 | Adam Dennis       | London Knights                   |
| 2004–2005 | Michael Ouzas     | Mississauga IceDogs              |
| 2003–2004 | Paulo Colaiacovo  | Barrie Colts                     |
| 2002–2003 | Andy Chiodo       | Toronto St. Michael’s Majors     |
| 2001–2002 | Ray Emery         | Sault Ste. Marie Greyhounds      |
| 2000–2001 | Craig Anderson    | Guelph Storm                     |
| 1999–2000 | Andrew Raycroft   | Kingston Frontenacs              |
| 1998–1999 | Brian Finley      | Barrie Colts                     |
| 1997–1998 | Bujar Amidovski   | Toronto St. Michael’s Majors     |
| 1996–1997 | Zac Bierk         | Peterborough Petes               |
| 1995–1996 | Craig Hillier     | Ottawa 67’s                      |
| 1994–1995 | Tyler Moss        | Kingston Frontenacs              |
| 1993–1994 | Jamie Storr       | Owen Sound Platers               |
| 1992–1993 | Manny Legacé      | Niagara Falls Thunder            |
| 1991–1992 | Mike Fountain     | Oshawa Generals                  |
| 1990–1991 | Mike Torchia      | Kitchener Rangers                |
| 1989–1990 | Jeff Fife         | Belleville Bulls                 |
| 1988–1989 | Gus Morschauser   | Kitchener Rangers                |
| 1987–1988 | Rick Tabaracci    | Cornwall Royals                  |